# Knuts Skujenieks
Knuts Skujenieks, född 5 september 1936 i Riga, död 25 juli 2022, var en lettisk poet, författare, journalist och översättare, under senare tid bosatt i Salaspils.
Skujenieks var en av de första dissidenterna i Lettland och bestraffades 1962 med sju år i straffläger. Han har översatt både Fröding och Bellman från svenska.